# Війна між Вільною територією і Україною
Війна між Вільною територією і УНР — конфлікт між повстанськими загонами на чолі з Н. Махном і збройними силами Української держави, і Австро-Угорщини на першому етапі та між Революційною Повстанською Армією України Вільної території і Армією Української Народної Республіки на другому.

## Хід бойових дій

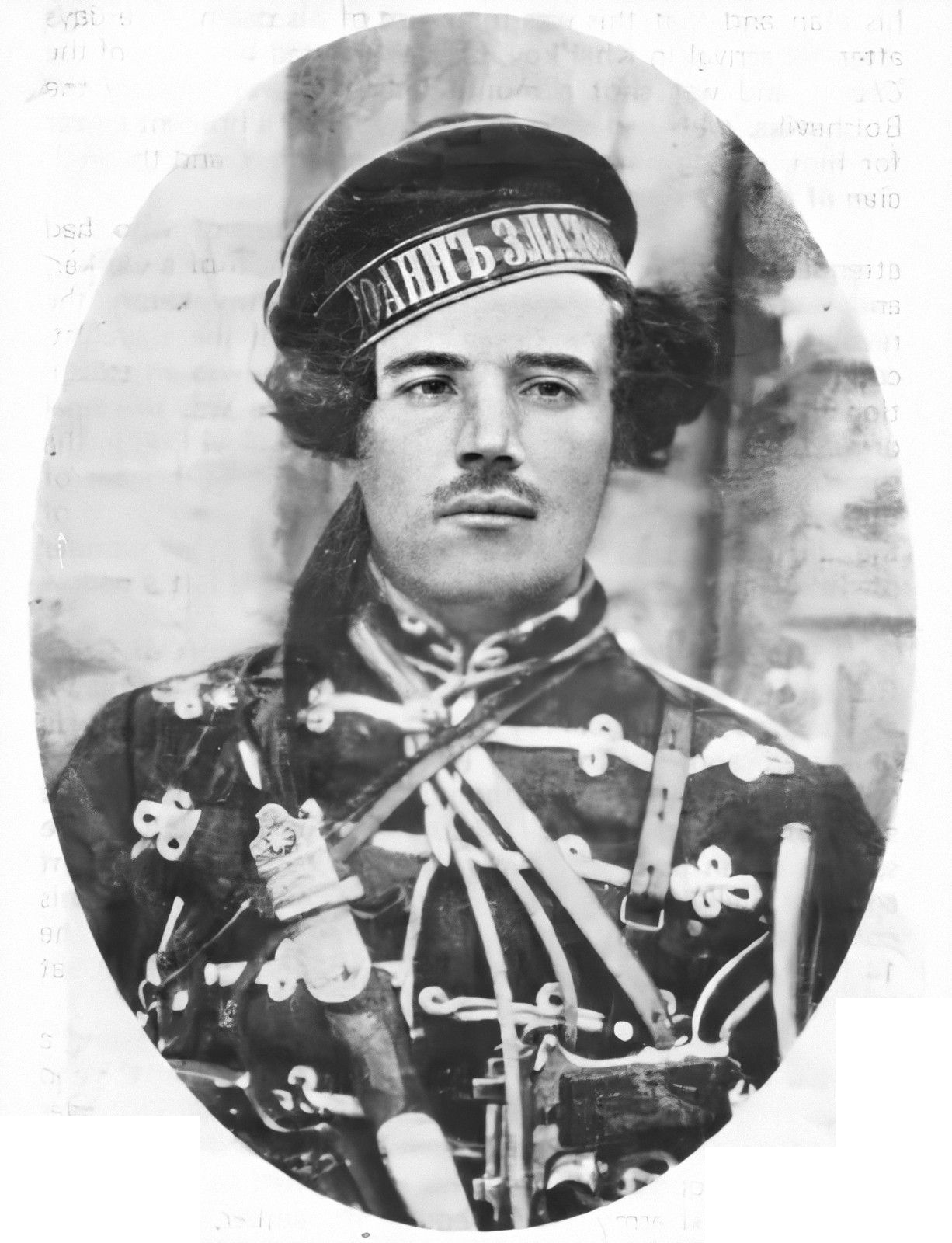
Отаман Щусь

25 липня 1918 в Гуляйполі на горищі хати Лютого відбулося зібрання 8 анархістів, які утворили ініціативну групу для підготовки відкритої повстанської боротьби. Планувалось створити бойові групи, які мали намір нападати на маєтки і дрібні підрозділи гетьманської варти. Незабаром в Гуляйполі з'явилося 5 ініціативних груп по 3-5 чоловік. Перший повстанський загін за межами Гуляйполя був створений в селі Воскресенка, який розгромив німецький загін. Щоб втекти від переслідування німців, Махно переселився в Тернівку, в навколишніх селах якої створює бойові групи в Тернівці, Марфополі, Hoвo-Гупалівці, Степанівці, у Славгороді.
Всі спроби захопити Гуляйполе були безрезультатними. Махновці розбившись на маленькі групи по 5 осіб пішли до Дніпра, намагаючись об'єднатися з місцевими загонами, і підготувати похід на Гуляйполе. Жителі Гуляйполя, Марфополя, Степанівки в свою чергу зібрали загін чисельністю 100 осіб. Уникаючи переслідування, Махно вирушив на запорізький Великий Луг, де приєднався до гайдамаків розпущеної «синьожупанної дивізії», з якими вів партизанську війну, він зміг загітувати десяток гайдамаків перейти на свою сторону. Незабаром Махно повернувся в Гуляйполе, де зібрав своїх прихильників, таких як Семен Каретник, Пантелей Каретник, Захарій Гусарів, Олексій Марченко, Василь Шарівський. Для повстання потрібні були гроші, які махновці дістали, пограбувавши банк в селі Жеребець. У серпні в Гуляйполе купили кулемет і реквізували в німецьких колоністів тачанку і коней.

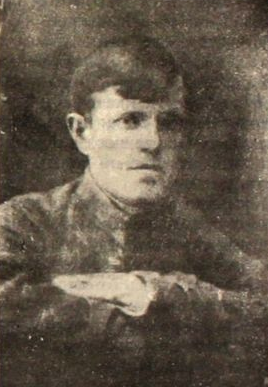
Отаман Тесленко

Перший загін Махно налічував 13 осіб і перші зіткнення сталися з самообороною вільних хліборобів. Незабаром Махно напав на маєток поміщика Рєзникова, який загинув разом з кількома офіцерами. Після чергового зіткнення з державною вартою повстанці дістали 15 гвинтівок, кулемет, 15 коней. В кінці вересня махновці вже могли здійснювати справжні військові операції. Сам загін налічував 120 бійців при 120 шаблях і 4 кулеметах і не відрізнявся від інших повстанських загонів губернії.
В середині вересня 1918 махновці почали проводити бойові операції, метою яких було зайняти Гуляйполе. 26 вересня відбулося серйозне зіткнення повстанців з австрійцями під селом Марфополь. 27 вересня махновці зайняли Гуляйполе, а вже 28 вересня австрійці вибили повстанців з міста. Після чого Махно вирушив у Дніпровські плавні, де до нього приєдналися залишки загону Єрмолаєва на чолі з отаманом села Тернівка. По дорозі в Гуляйполе махновці розгромили німецьку колонію № 2.
16 жовтня Махно знову прийняв спробу зайняти Гуляйполе, але після приходу підкріплення, повстанці знову покинули місто. Після чого кінний загін махновців 19-21 жовтня здійснив рейд по околицях Юзівки і Маріуполя. Після чого повстанці зупинилися в селі Дібрівка, в околицях якої діяв загін отамана Щуся. Після чотирьох днів перебування в селі до Махна приєднався загін Щуся, який налічував 53 людини і 100 місцевих селян. Незабаром село оточили австрійці, німці і загони Державної варти після невдалого бою махновці відступили в Дібрівський ліс, який був оточений противником. На зборах повстанців Махно запропонував 300 своїм бійцям прорвати оточення, до нього приєдналися 30 людей Щуся. 10 жовтня відбувся знаменитий бій в Дібрівському лісі.
У Дібрівці, яка палала, був зібраний мітинг, на якому місцеві селяни прозвали переможця - батьком Махно. З цього моменту по всій Україні почалися ширитися легенди про батька Махна, як захисника скривдженого селянства.
У другій половині жовтня 1918 року Махно покинув Дібрівка і разом зі своїм загоном зрейдував маршрутом Гаврилівка — Іванівка — Комар — Богатир — Велика Новосілка — Времівка — Дібрівка. Переміщаючись по цьому району, махновці розорили кілька німецьких колоній, бажаючи помститися колоністам за згорілу Дібрівку, в якій після цього з 1000 будинків залишилося 400.
В кінці жовтня махновців вже налічувалося 500 осіб і діяли в Бахмутському, Маріупольському, Бердянському, Павлоградському повітах, тут вони роззброювали німецькі частини і загони варти. Також вони здійснювали напади на станції Гайчур, Чаплине, Пологи, Гришине, Славгород пускали під відкіс ешелони з австрійцями. Біля села Старий Кременчік махновці розбили великий загін варти і захопили 3 кулемети.
30 жовтня Махно знову зайняв Гуляйполе і через телеграф оголосив ультиматум повітовій владі в Олександрівську, що, якщо вони не відпустять полонених махновців: Саву Махно, Федора Крата, Павла Користильова, Олексія Калашникова, Олександра Шрамка, то він захопить Олександрівськ. Але на початку листопада махновців знову вибили з Гуляйполя.
На початку листопада загін махновців чисельністю 300 бійців рейдував в районі сіл Лукащівське, Бразолівське, Різдвяне, вступаючи в сутички з німецькими колоністами і залізничною вартою генерала Осецького. На боротьбу з Махном в район Гуляйполя були кинуті частини 8-го Катеринославського корпусу і 12 австрійського корпусу, ці сили витіснили Махна на північ, де до нього приєднався загін Вельгельма. 11 листопада махновці захопили 53 тисячі карбованців на станції Гайчур. При спробі захопити потяг на станції Новогупайловка загін Махна був розбитий, а під Махном був убитий кінь.
У ніч на 15 листопада відбулася велика битва повстанців з німцями в селі Темирівка, в якому махновці зазнали великих втрат. Після нього частина повстанців розбіглася, а частина вирушила до Дніпра, де захопили Славгород і Жеребець.

У 20 числах листопада 1918 року гетьманський уряд повідомляв:
```
                                  «Махно убитий, а його банда розгромлена»
```

З 21 на 22 листопада радянські повстанці захопили Новомосковськ.
11 листопада 1918 році в Німеччині почалася революція, і була оголошена евакуація німецьких і австрійських частин з України.
25 листопада махновці захопили станцію Пологи, після нетривалого припинення руху поїздів через станцію Махно заявив, що більше не буде втручатися в роботу залізничників. 27 листопада Махно захопив Гуляйполе, Оріхів, Гайчур, Новокарлівку і навколишні села влада на місці перейшла до штабу махновців і волосного ревкому на чолі з Левком Користильовим. На станції Новогупайловка і Синельникове були роззброєні ешелони з німцями, частина майна була забрана повстанцями, а частина віддана місцевому населенню. 28 листопада після бою добровольців з урядовими військами УНР в Катеринославі останні відступили на південь, де вступили в бій з повстанцями на станції Синельникове. 29 листопада Махно видав указ про загальне повстання «Вільної території».

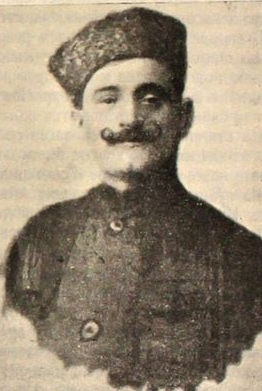
Повстанський отаман Максименко

На початок грудня армія Махна нараховувала 3-4 тисячі повстанців при 30 кулеметах і 6 гарматах. Махно взявся реорганізовувати загони у вільні батальйони, які мали би захопити ділянки фронту. В Гуляйполе прибули загони: Лепетченка з Павлограда (200 бійців), братів Королових з Комишівахи (100 бійців), загін з Юзівського району (200 бійців), також прибув великий загін з Новоспасівки чисельністю 650 осіб на чолі В. Куриленка і Л. Бондорця .
Гуляйполе стало центром повстання. У місті перебувала Рада революційних повстанців, Штаб РПАУ, які керували повстанцями Катеринославщини та Таврії. До Штабу входили Н. Махно, Ф. Щусь, О. Чубенко, B. Білаш, C. Каретніков, О. Марченко, I. Лютий, B. Куріленко.
10-11 грудня, після вигнання 8-го білогвардійського корпусу, влада в губернії перейшла до Директорії УНР. На початку грудня більшовики Олександрівська вели переговори про спільну операцію по захопленню Олександрівська. У той же час про спільні дії з Махно домовився більшовик Колос, загін якого діяв в Павлоградському повіті. В середині грудня махновці і більшовики почали операцію в Гришинському напрямку.
У північно-західному напрямку був відправлений загін Петра Петренка, який разом із радянськими повстанцями захопив Гришине, Очеретине і просувався на північ, де встановили зв'язок із повстанцями Краматорська і на схід. Дрібні сутички з армією УНР проходили на північних ділянках Новомосковська, Знам'янки, Юр'ївки, Самійлівки, Олександрівки, Краматорська. На Катеринославській і Ніжньодніпровській ділянці було затишшя.
2 січня 1919 загін анархіста Чередняка самовільно захопив Харків, радянський уряд оголосив його заколотником, після чого його заарештували, а його загін роззброєно. Але незабаром Чередняк разом з Катеринославським анархістським полком пішов до Махна і став у нього командувачем загону.

Отаман Армії УНР Гулий-Гуленко

### Мирні переговори між Директорією УНР і Махновцями
В кінці листопада 1918 року в Катеринославі на сторону Директорії УНР перейшла частина 8-го Катеринославського полку на чолі з Гавриїлом Горобцем. Горобець запропонував Махно військовий союз проти білогвардійців. Махно відправив до Катеринослава Чубенка і Миргородського для збору інформації про становище в місті і про політичну програму нової української влади.
13 грудня 1918 року Горобець запропонував підписати мирний договір проти білогвардійців і донських козаків. Махновську делегацію склали Чубенко, Миргородський, Херсонський, Гарєєв. 15 грудня підписали мирний договір з командувачем частинами Армії УНР на Катеринославщині, за яким махновці організовували фронт проти білих і захищали Катеринослав і Олександрівськ. За договором махновці дозволяли проводити мобілізацію на своїй території Армії УНР, а УНР зі свого боку обіцяла постачати махновцям амуніцію і зброю.В цей же день махновці отримали вагон патронів, пів вагона зброї, вибухівки та обмундирування. Незабаром після укладення перемир'я махновці почали бойові дії проти УНР, але загін Армії УНР вибив їх з Синельникового.
У той же час отаман Армії УНР Гулий-Гуленко був призначений командиром Південної групи Армії УНР, яка діяла проти махновців і білогвардійців по лінії Олександрівськ, Синельникове, Ясинувата.

### Відновлення бойових дій
Відносини між махновцями і урядовими військами погіршилися після того як отаман Горобець 20 — 21 грудня дав наказ Захару Малолітку розігнати перше засідання новообраної ради Катеринослава, який вважав, що рада занадто була ліва, в місті почалися арешти більшовиків. Після цього більшовики втекли в Нижньодніпровськ, де 25 грудня оголосили ультиматум отаману Горобцю, що якщо він не звільнить більшовиків, то останні піднімуть повстання в місті. У саме місто прибували проукраїнськи налаштовані повстанські загони на чолі з Малашко Михайло Васильович, Божко Юхим, Гладченко Трифон Федорович, і готувалися наступати на більшовиків з півночі і північного заходу. В цей же час Колос шукав підтримки у Махна і обговорював спільні бойові дії проти Армії УНР. Махно підтримав більшовиків і почав бойові дії проти української урядової армії у губернії.
Губком більшовиків запропонувала Махну очолити військову операцію заволодіння Катеринославом, його призначили головнокомандувачем Радянської Революційно робітничо-селянської армії Катеринославського району і пообіцяли більшу частину трофеїв віддати махновцям. Махновець Марченко став координувати дії махновців і червоних повстанців проти частин Армії УНР в районі Катеринослава, 26 грудня в Нижньодніпровск прибув Махно, Щусь Куриленко з загоном 500 бійців. Червоні повстанці нараховували 3000 бійців і контролювали Кам'янське, Нижньодніпровск, Павлоград, але для штурму Катеринослава вони виділили 800 бійців. 27 грудня почався штурм Катеринослава, остаточно місто було захоплено 30 грудня 1918 року. Проте 31 грудня 1918 р. частини Армії УНР під командуванням Романа Самокиша  зуміли повернути місто, а махновці відступили.

### Конфлікт махновців з більшовиками
Перша конфронтація махновців і більшовиків почалася з того, що вони не давали вивезти трофеї в Гуляйполе. Також більшовики не відреагували на вимоги Махна, щоби в Катеринославському ревкомі були представлені всі партії: есери, анархісти, меншовики, більшовики. У місті було напружене становище — більшовики відмовлялися вводити свої частини в місто, боячись впливу махновців. Щоб припинити мародерства в місті, Махно наказав розстрілювати повстанців.
26 січня 1919 махновці зайняли Олександрівськ.

## Цитати
|  | "Махнівщина була одною з багатьох причин, що примусили наше військо залишити Лівоберіжжя. Хоч вона сама з себе не була якоюсь великою загрозою для нашої армії, але при одночасному наступі інших ворожих армій сприяла скоршому залишенню Лівобережжя нашими частинами." Савченко Володимир |

|  | "Рівночасно повстанці бються з добровольцями, а також виступили збройно проти військ Директорії тому, що земельний закон Директорії дозволяв набувати селянам найвище 40 десятин землі за викупом. Махнівці стоять на становищі, що вся земля поміщиків переходить даром на власність селян. В двох битвах під Синельниковом і Катеринославом розбили вони війська Директорії, а самі подалися всею силою проти добровольців." Ірчан Мирослав Махно і махновці: Враження очевидця. |

|  | «.. відділ батька Махна, який вважав себе за анархіста і жодних ідейних підвалин не мав. Це був чистої води авантюрник. Кількість його відділу часом доходила до 10 000. Пересувалися вони на возах, часто роблячи денні переходи до 100 кілометрів. Боротьба проти цих анархічних повстанських відділів була дуже важкою, потребувала відтягнення з фронту великих сил Української Армії. Олександр Іванович Удовиченко» |

## Сили сторін
- На боці повстанців воював член Центральної ради УНР Шаровський Василь Михайлович .
- В боях з махновцями в районі Лозової брав участь в рядах Армії УНР майбутній поет Сосюра Володимир Миколайович .
- Після революції в 20-х роках два колишніх супротивника Гулий-Гуленко і Махно зустрічалися в Бухаресті і обговорювали спільні дії з підготовки повстання проти більшовиків в Україні.

### Втрати махновців
- Тютюнник Пантелей Олексійович
- Подопригора Михайло Савелійович
- Тремба Іван Титович
- Клочко Володимир Юрійович

### Втрати Армії УНР
- Бондаренко Іван Омелянович